# Castel Delfino

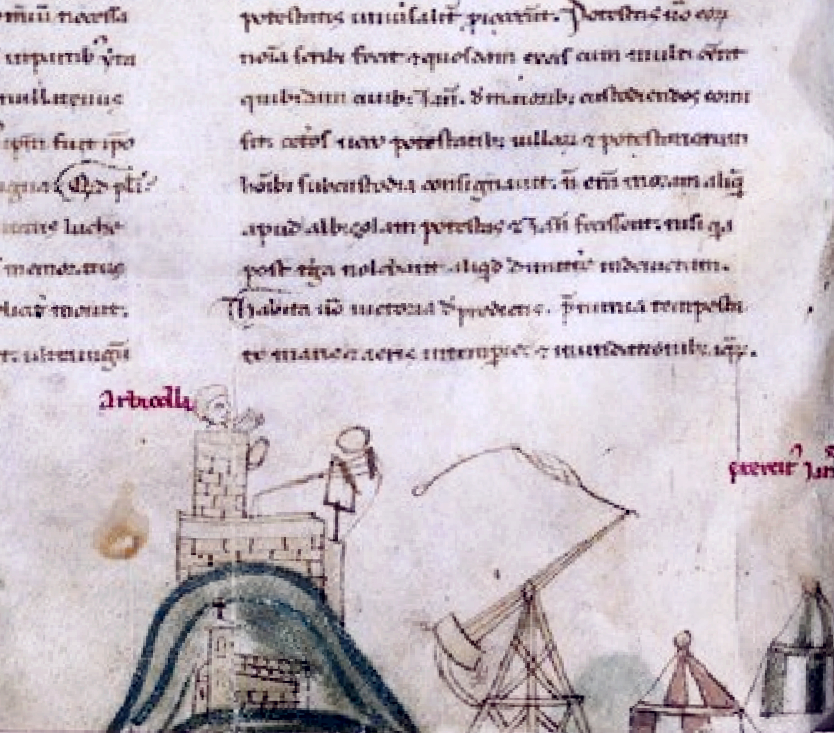
Assedio del castello di Albissola da parte dei guelfi di Genova nel 1227 (Annales Ianuenses). Bibliothèque Nationale de France.

Il Castel Delfino era un castello aleramico costruito alla fine del XII secolo per volere del marchese Delfino del Bosco.
Teatro di numerosi conflitti tra guelfi e ghibellini nel corso del XIII secolo, vene occupato da Ugone del Carreto, i marchesi di Ussecio, la Repubblica di Genova e dai Grimaldi, fino alla sua distruzione ad opera dei genovesi. Di esso non restano che pochi ruderi appena affioranti dal terreno.

## La leggenda del Castel Delfino
La tradizione popolare savonese riportata da F.G. Bigliati e L. Gavotti ricorda la morte in battaglia del nobile aleramico Delfino del Bosco in confronto con il cugino Ugone del Carretto. Quest'ultimo, dopo aver ucciso al parente e preso il Castel Delfino, costringe la giovane e bella vedova Giovanna di Ussecio a sposarlo. Durante il banchetto di nozze, l'attenzione della triste castellana fu però rivolta ad un giovane trovatore nel mentre d'una esibizione canora. Questa distrazione fece infuriare il neo marito Ugone portandolo ad uccidere il trovatore, poco dopo seppellito dal padre nel convento vicino. L'ignobile comportamento del usurpatore del Castel Delfino fu interpretato dagli abitanti del castello come segno di sventura e premonizione a qualche gravoso episodio. Poco tempo dopo la fortezza vene assediata dalle truppe genovesi, che la espugnarono con gravi danni e scontri dove perirono, tra gli altri, gli castellani Ugone e la forzata moglie Giovanna.

## Storia documentata

### Origine
Situato nel bosco della Astoraria ("nemus quod dicitur Astoraria"), il territorio circondante faceva parte della Marca Aleramica fin dal X secolo. Fa parte insieme tutta la Riviera Ligure Occidentale della Marca di Savona fino al XII secolo quando vene attribuita al Marchesato del Bosco. Nel 1190 compare la prima testimonianza della già edificata fortezza sopra la "Rocca di Mallone" ("Lapis Malloni"), dall'origine nominata il "Castello di Delfino" ("Castrum Delphini") in riferimento al primo proprietario Delfino del Bosco.

### Funzione strategica
Il castello costituiva il nucleo del sistema difensivo del litorale marittimo del marchesato (all'epoca cappeggiato da Delfino), insieme alle fortezze di Varazze, Albisola, e Stella. La sua posizione rinforzava il controllo della strada che dalla costa ligure permetteva il raggiungimento del Basso Piemonte attraverso il colle del Giovo. Questo collegamento tra feudi forestieri e costieri determina il "ruolo strategico nel rifornimento di legname da costruzione dei cantieri navali della costa ligure" che distingue lo sviluppo particolare di questo ramo della schiatta.

### Fondazione di Pontinvrea
Nel 1210 i marchesi Enrico e Bonifacio del Bosco (marchesi di Pareto-Ussecio) donano i prati confinanti al Castel Delfino al rettore del monastero cistercense di Santa Maria di Latronorio (fondato per volere della madre di Delfino a Varazze). La costruzione d'un ponte insieme alla chiesa e abbazia di Santa Maria dei Patri ("de Patris"), diede origine al comune di Ponte dei Prati ("Pons Pratorum"), dopo ribattezzato Pontinvrea.

### Occupazione di Ugone del Carretto
Nel secondo decennio del XIII secolo i feudi marittimi degli Aleramici del Bosco (Varazze, Celle, Albisola e Stella) diventano l'asse della sanguinosa guerra tra guelfi (sostenute da Genova) e ghibellini (sostenute da Savona).  Insieme agli altri Aleramici della Riviera, Delfino partecipa nel bando filoimperiale (ghibellino) cappeggiato dal cugino Enrico II del Carretto. Nel 1223 Ottone del Carretto (fratello di Enrico) cambia di schieramento a favore dei guelfi-genovesi insieme al figlio Ugone, da subito nominato capitano delle truppe guelfe che assediano i castelli dei parenti ghibellini (Pareto e Castel Delfino) a cambio di preservare la possessione delle proprie signorie di Cairo e Dego.

### Occupazione genovese
La conseguente morte di Delfino (secondo la tradizione nella difesa del castello) verificata nello stesso anno, vene seguita dalla pace stabilita dal suocero Enrico di Pareto-Ussecio con i genovesi, includendo la venta a favore di quest'ultimi dei castelli di Pareto, Mioglia e Monteacuto (appartenenti ad Enrico), insieme al Castel Delfino, ancora occupato da Ugone del Carretto. La controversa vendita veniva però fondata sull'attribuzione del Castel Delfino alla giurisdizione dal suocero (“Castrum Dalfinum, quod est de iurisdictione et territorio curie Pereti), ed assegnato a Delfino solo in vita ("quia post decesum domini Dalfini marchionis quondam debebat reverti et reddi dictum Castrum Dalfini curie et dominis Pereti”). Un'assegnazione analoga vene in fato verificata nei beni dotali di Celle e Stella cedute da Enrico a Delfino in usufrutto per gli sponsali con la figlia Giovanna ("tenementum et ussufructum de tota parte mea cuam habeo in Stella et in Cella...") ,  in nessun caso attribuibili al Castel Delfino, già in possesso del genero almeno sedici anni prima dal matrimonio. La falsa attribuzione consente l'apparenza di legittimità della vendita, contestata nonostante dai ghibellini savonesi, alleati di Delfino. L'Annali Genovesi ricordano anche la tentativa ghibellina per ricuperare il territorio, e l'operazione notturna con cui i custodi del Castel Delfino sconfissero e uccisero "i crudeli savonesi" ("homines exsistentes ad custodiam Castri Dalfini in eos quadam nocte fatientes insultum, septem ex Saonensibus crudeliter occiderunt").

### Transito di Innocenzo IV
Dopo una corta pace, nel 1227 il litorale torna ad essere teatro della guerra attraverso l'assedio del territorio per le truppe di Ottone del Carretto, rivendicatore del possedimento genovese. In quell'anno vengono spugnati i castelli di Stella e d'Albisola. Il litorale nonostante vene in parte ripreso dagli Aleramici negli anni 1237 e 1238, e rimane solo parzialmente nel suo possesso quando nel 1244 donano il salvacondotto al papa Innocenzo IV per transitare per i loro feudi camino al Concilio di Lione. Dopo un difficile sbarco a Varazze, il pontefice transita davanti il Castel Delfino il 5 ottobre prima di raggiungere il castello di Stella, dove rimane per due settimane colpito d'una forte febbre. Nel Concilio, il papa scomunica l'imperatore Federico II, ed i ghibellini vengono presto sconfitti nella battaglia di Parma. In seguito l'intera Riviera di Ponente passa sotto la giurisdizione di Genova, secondo lo stipulato nella Pace di Varazze di 1251.

### Occupazione dai Grimaldi
Dopo la Pace di Varazze, il castello di Stella venne attribuito ai Grimaldi, all'epoca capi dei guelfi di Genova. Il Castel Delfino invece non compare tra gli infeudamenti genovesi. Nel 1272 compare soggetto ad una brevissima occupazione da parte dai Grimaldi di Stella, cacciati però nello stesso anno dalle truppe ghibelline guidate dall'antico capitano del popolo Nicolò Doria ed i fratelli Percivalle e Babilano Doria.

### Ultime notizie
Secondo alcune fonte potrebbe essere stato distrutto insieme al castello di Stella sia nel 1272, 1278 o nel 1300, nonostante la mancanza di notizie particolari. Secondo lo scavo archeologico, esistono ancora tracce indicativi d'una vera "rasa al suolo" compatibile con quella riportata d'alcuni autori negli stessi anni.

## Situazione attuale
Attualmente del castello non rimane quasi nulla. I pochi resti visibili riguardano i basamenti di una torre centrale circondata da alcuni edifici più bassi, il tutto circondato da mura. L'area interessata dai ruderi è modesta e occupa una estensione massima di circa metri 30 x 15. All'esterno si scorge il segno di alcuni terrapieni probabilmente sormontati in origine da palizzate in legno, materiale con il quale doveva essere costituito gran parte del fortilizio.